# 이시다 유리코
이시다 유리코(石田 ゆり子, 1969년 10월 3일~)는 일본의 배우이자 수필가이다. 아이치현 나고야시에서 태어나 도쿄도에서 자랐다. 《원령공주》에선 '산'의 목소리를 연기했으며, 동생 이시다 히카리도 배우이다.

## 출연작품

### TV 드라마
- 1988년 《다케다 신겐》
- 1991년 《101번째 프러포즈》
- 1999년 《오버타임》
- 2000년 《영원의 아이》
- 2000년 《금지된 두 사람》
- 2000년 《아버지》
- 2001년 《Strawberry On the Shortcake》
- 2001년 《속도위반 결혼》
- 2002년 《구룡에서 만나요》
- 2002년 《마이 리틀 쉐프 제3화》
- 2002년 《소나기 비 갠 오후》
- 2002년 《장미의 십자가》
- 2003년 《Dr.코토 진료소》
- 2004년 《프라이드》
- 2005년 《힘내서 갑시다》
- 2006년 《너스 아오이 스페셜》
- 2006년 《가족: 아내의 부재, 남편의 존재》
- 2007년 《이번 주, 아내가 바람피웁니다》
- 2007년 《맨발의 겐》
- 2009년 《마녀재판》
- 2009년 《외사경찰》
- 2010년 《자만형사》 제10화
- 2011년 《전업주부탐정~나는 그림자》
- 2012년 《개구리의 왕녀님》
- 2013년 《야행관람차》- 다카하시 준코 역
- 2014년 《안녕, 나》 주연(하야카와 카오루 역)
- 2015년 《의사들의 연애사정》 주연(콘도 치즈루 역)
- 2016년 《콘트레일, 죄와 사랑》 주연(아오키 아야 역)
- 2016년 《도망치는 건 부끄럽지만 도움이 된다》 츠치야 유리 역

### 영화
- 1988년 《슬픈 색이네》 고텐야마 미키 역
- 1990년 《3-4 X 10월》 사야카 역
- 1992년 《그녀가 결혼하지 않는 이유》 미스기 레이코 역
- 1999년 《비밀》
- 2003년 《환생》
- 2004년 《게게》
- 2005년 《북의 영년》
- 2006년 《김미 헤븐》
- 2007년 《행복한 식탁》
- 2008년 《신의 퍼즐》
- 2009년 《아무도 지켜주지 않아》
- 2009년 《MW》
- 2010년 《사요나라 이츠카》 타즈스에 미츠코 역
- 2010년 《남동생》
- 2023년 《극장판 TOKYO MER ~달리는 긴급 구명실~》 아카츠카 아즈사 역

### 애니메이션
- 폼포코 너구리 대작전 (1994년)
- 모노노케 히메 (1997년)
- 코쿠리코 언덕에서 (2011년)